# Epomophorus minimus
Epomophorus minimus é uma espécie de morcego da família Pteropodidae. Pode ser encontrada na Etiópia, Somália, Quênia, Uganda e Tanzânia.